# MOV
Mov es una instrucción en el lenguaje ensamblador de la mayoría de procesadores, cuyo propósito es la transferencia de datos entre registros de procesador o registro y memoria.
Adicionalmente mov también permite el uso de datos absolutos, como por ejemplo mover el número 10 a un registro del procesador.

## Implementaciones
Está disponible en procesadores intel pentium, amd y sparc entre muchos otros, es a la práctica, una instrucción de ensamblador básica en cualquier procesador.

## Sintaxis
La sintaxis en ensamblador es variable en dependencia del procesador utilizado.
La sintaxis de mov se describe de la siguiente manera en los procesadores x86 y compatibles:
"mov destino, fuente"
La instrucción mov, seguido del destino de los datos, ya sea un registro del procesador o una posición de memoria, una coma que actúa como separador y a continuación, la fuente de los datos o los datos en si, de forma absoluta.
En la sintaxis at&t de ensamblador la sintaxis sería distinta:
"mov fuente, destino"
En este caso, la fuente va en primer lugar, y a continuación y también separado por una coma, se especifica el destino de los datos.
- Datos: Q3841471